# لويز أميرة بروسيا
لويز البروسية (لويز ماري إليزابيث 3 ديسمبر 1838 – 23 أبريل 1923)؛ دوقة بادن الكبرى منذ عام 1856 حتى عام 1907 بصفتها زوجة الدوق الأكبر فريدرش الأول. كانت الأميرة لويز الولد الثاني والابنة الوحيدة للإمبراطور الألماني فيلهلم الأول وأوغستا من ساكس فايمار آيزناخ. وكانت الشقيقة الأصغر لفريدرش فيلهلم («فريتز»)، والذي سيكون الإمبراطور الألماني المستقبلي فريدريك الثالث، وعمة الإمبراطور فيلهلم الثاني.

## أميرة بروسيا
ولدت لويز ماري إليزابيث في 3 من شهر ديسمبر من عام 1838 لأمير بروسيا فيلهلم وزوجته الأميرة أوغستا من ساكس فايمار آيزناخ. سميت لويز على اسم جدتيها لويز ملكة بروسيا والدوقة الكبرى ماريا بافلوفنا الروسية وعرفت بين أفراد أسرتها باسم «فيفي». عاش والداها حياة سعيدة وتخللها في الوقت نفسه بعض التوتر، ولم تكن لويز تمتلك سوى شقيق واحد، الأمير فريدرش فيلهلم، الذي كان يكبرها في السن ب 7 أعوام. عند ولادتها، أعلنت أوغستا أنها قد أتمت واجبها في تخليد سلالة آل هوهنتسولرن.
في حين لم يظهر فيلهلم سوى بعض العاطفة الصريحة لابنه الوحيد، أغدق اهتمامه على لويز، وعادة ما نجم عن زياراته المفاجئة لصفها في المدرسة أن لعبا سويًا على الأرض. غير أن الأم والابنة لم تكونا مقربتين من بعضهما بعضًا، إذ كان حضور أوغستا يملأ قلب لويز بالرهبة، وتقول إحدى الروايات أنه حين كانت أوغستا تواجه ابنتها، فإن لويز كانت «بصورة لاإرادية تقف بأقصى ارتفاع ممكن أن تصله، وتجلس بتصلب وبدون حركة كما لو أنها كانت تأخذ صورة شخصية، فيما كانت ترتجف في داخلها خشية أن تكون إجاباتها خاطئة». في أوائل الخمسينيات من القرن التاسع عشر، نالت لويز تعليمها على يدي أديل دي بيير من نوشاتيل.

## دوقة بادن الكبرى
كانت لويز مخطوبة لفريدرش الأول الأمير الوصي على العرش لبادن في عام 1854، وتزوج الاثنان في 20 من شهر سبتمبر من عام 1856 في قصر نيوس بالاس في بوتسدام. أصبح فريدرش وصيًا على العرش بسبب جنون شقيقه الدوق لويس الثاني، وأُعلن فريدرش نفسه كدوق الأكبر حين أعلن الأطباء أنه ليس ثمة فرصة لتعافي شقيقه. بصفتها الابنة الوحيدة لولي العهد البروسي (والإمبراطور لاحقًا)، تسبب زواجهما بنيل بادن لأهمية كبرى، وقد تزايدت أهميتها مع تأسيس الإمبراطورية الألمانية.
بعد مرور أسابيع قليلة على زواجهما، كانت الدوقة الكبرى الجديدة حاملًا بالفعل بأول أولادهما، فريدرش الثاني دوق بادن الأكبر بالوراثة. كانت لويز زوجة وأمًا سعيدة، وكتبت إلى صديقتها أنه «منذ آخر مرة التقينا فيها باتت حياتي أكثر جمالًا بكثير وثمينة بصورة أكبر، بالنسبة لي، سعادتي أكثر غنى وعمقًا بكثير مما كانت في السابق».
كان فريدرش ولويز يكرهان صرامة بلاط كارلسروه، وهربا سعيدين إلى قلعتهما الواقعة على جزيرة مايناو. كان الثنائي يتمتع بشعبية في بادن، وكان الجميع يتحدث بفخر مشبوب بالعاطفة عن دوقهم ودوقتهم الأكبر في كونستانس، حيث كان الثنائي يقيمان في الصيف.

## السنوات اللاحقة
كانت لويز صديقة مقربة من أليس دوقة هسن الكبرى الشقيقة الصغرى لسلفتها فيكتوريا زوجة شقيقها فريدرش فيلهلم، وكانت كلتا الأختين بنتًا للملكة فيكتوريا. وعادة ما زارتا بعضهما بعضًا، في رسائل الملكة فيكتوريا، دائمًا ما أشير إليها وإلى فريدرش بسرور أو تعاطف باستخدام تعبير فريتز ولويز بادن العزيزين. وعلى الرغم من صداقتهما كفتيات شابات، دائما ما كان هناك بين لويز وسلفتها فيكتوريا أميرة بريطانيا («فيكي»)، «منافسة ليست ودية كثيرًا»، ولا سيما عند المقارنة بين أولادهما: ففي حين ولد ابن فيكي الأكبر ولي العهد فيلهلم مع يد مشوهة، لم تكن لويز تستطيع مقاومة التبجح بان أولادها الثلاثة كانوا أكثر صحة وأكبر من الناحية الجسدية في العمر نفسه. إلا أن لويز كانت تحب ابن أخيها كثيرًا، وكتبت فيكي إلى أمها أن الدوقة الكبرى قد «أفسدته إلى حد لا يطاق». ومع دعمها له ضد والديه أغلب الأحيان، استمرت علاقتها القوية بفيلهلم حتى سن البلوغ، وسيكتب لاحقًا في مذكراته أن عمته لويز «كانت تمتلك مقدرة سياسية ممتازة وموهبة رائعة في التنظيم، وأنها كانت تفهم بصورة ممتازة كيفية وضع الرجال المناسبين في الأمكنة المناسبة وكيفية توظيف قوتهم بصورة تخدم الفائدة العامة». وتابع في رسالته قائلًا إن عمته «قد تعلمت بصورة مثيرة للإعجاب كيفية مزج العنصر البروسي مع الشخصية البادنية، وأنها طورت نفسها وأصبحت مثالًا عن الأميرة الملكة». ازداد التباعد في علاقة لويز وفيكي حين أرادت الأولى أن يتزوج ابنها فريدرش ولي العهد ابنة أخت فيكي إليزابيث أميرة هسن والراين، وتزوجت الأميرة عوضًا عنه دوق روسيا الأكبر سيرجي أليكساندروفيتش، الأمر الذي جعل لويز تشعر بأن عائلتها قد صدت، إلا أن ابن فيكي فيلهلم كان قد رفض أيضًا من قبل إليزابيث، وهو أمر يبدو أن لويز كانت غير مدركة له، تسببت الحرب البروسية النمساوية بخلاف معين بين بادن وبروسيا، إذ اختارت الأولى، على الرغم من صلاتها الأسرية الوثيقة مع برلين، دعم النمساويين، وبصفتها ابنة الملك البروسي، لم تكن بادن مشمولة في قائمة الولايات التي أرغمت على دفع تعويضات باهظة لبروسيا. غير أن مستشار والدها الذي كان معاديًا بشدة للكاثوليكية أوتو فون بيسمارك كان يكره بادن نظرًا إلى كونها واحدة من أهم ولايات ألمانيا، وكان يرى في دينها تهديدًا لاستقرار الإمبراطورية الألمانية الجديدة. ومع ريبته من تأثير الدوقة الكبرى على والدها، فعل بيسمارك كل ما بوسعه لعرقلة طلبها في نيل الرحمة من الإمبراطور بالنيابة عن كاثوليك الألزس.

## أنشطة خيرية
نظرًا إلى مكانتها كدوقة كبرى، كانت لويز منخرطة بشدة في منظماتها الخيرية في دوقيتها، ولا سيما في القضايا المتعلقة بالنساء. وساعدت لويز في إنشاء مؤسسة خيرية للنساء أطلق عليها اسم بادن فراونيفراين، التي ركزت على توفير المشافي والمنازل للأطفال. مع دعم من جمعية النساء، أسست لويز أول مدرسة ربات منزل في بادن في كارلسروه، محافظة على هدف ثيودور جوتليب ڤون هيپيل الأكبر في نيل النساء لتدريب منزلي خاص.
حافظت لويز على مراسلات مع فلورنس نايتنغيل، التي كانت ترى من الممكن أن تكون رسائل الدوقة الكبرى قد كتبت من قبل «أي مدير في حرب القرم». وكانت تربط الدوقة الكبرى صداقة استمرت مدى الحياة بكلارا بارتون، التي التقت فيها خلال الحرب الفرنسية البروسية. ونظمت الاثنتان مشافٍ عسكرية وساعدتا في تأسيس مصانع خياطة للنساء ليساعدن في مجهود الحرب، وبناء على اقتراح لويز، منح بارتون الصليب الحديدي بعد الحرب من قبل فيلهلم الذي كان قد توج إمبراطورًا مؤخرًا.
على الرغم من تقدمها في السن، كانت لويز حاضرة للترحيب بالجنود الألمان الجرحى عند عودتهم إلى ألمانيا من معسكرات الاعتقال الفرنسية.

## ترملها
في غضون سنتين، توفي أربعة من أقرب أعضاء أسرة لويز، والدها وشقيقها وابنها الأصغر ووالدتها، تعاطفت فيكي، التي باتت في تلك الآونة الإمبراطورة أرملة فريدرش مع لويز وأقنعت والدتها بمنحها وسام فيكتوريا وألبرت الملكي من الدرجة الأولى.
توفي فريدرش في 28 من شهر سبتمبر من عام 1907، وخلفه ابنهما الأكبر فريدرش الثاني، في تلك السنة تولت ابنتهما الوحيدة فيكتوريا عرش السويد بصفتها عقيلة الملك.
عاشت لويز، التي باتت في تلك الآونة الدوقة الكبرى الأرملة لبادن، لترى دوقيتها تدمج ضمن دولة ألمانيا الجديدة إثر الثورة الألمانية (1918 - 1919) التي اندلعت مع نهاية الحرب العالمية الأولى، عند اندلاع الثورة، كانت ابنتها، فيكتوريا ملكة السويد، في زيارة لها. وبعد تنحي الإمبراطور الألماني عن الحكم، وقعت أعمال شغب في كارلسروه في 11 من شهر نوفمبر. وقاد ابن أحد أفراد البلاط مجموعة من الجنود إلى مقدمة القصر، وتبعه حشد كبير من الناس، حيث أطلقت بضعة رصاصات. غادرت لويز، إلى جانب بقية أفراد الأسرة، القصر من الجهة الأخرى وتوجهوا إلى قصر زفينغنبيرغ في وادي نيكار. بموجب إذن من الحكومة الجديدة، سمح لهم بالبقاء في قصر لانغنشتاين الذي كان يعود إلى دوغلاس، أحد كونتات السويد. خلال هذه الأحداث، قيل إن لويز احتفظت بهدوئها ولم تنطق بأي كلمة تذمر. أعطت الحكومة أمرًا بحماية الأسرة الدوقية الكبرى السابقة، وأن يستثنى لانغنشتاين من إسكان الجنود العائدين، نظرًا إلى أن ابنة لويز، الملكة فيكتوريا، كانت برفقتهم وإلى أنه ينبغي على بادن ألا تقوم بأي أمر يثير غضب السويد. في عام 1919، طلبت الأسرة إذنًا من الحكومة للإقامة في مايناو، وقوبل الطلب برد بأنهم مواطنون يتمتعون بمكانة خاصة ويحق لهم فعل ما يشاؤون.
أعطتها الحكومة الجمهورية الجديدة إذنًا للعيش بقية حياتها في عزلة في بادن بادن، حيث توفيت في 24 من شهر أبريل من عام 1923، كانت لويز آخر حفيد لفريدرش فيلهلم الثالث ملك بروسيا من زواج غير مرغنطي وفاةً.